# Luc Castaignos
Luc Castaignos (Schiedam, 27 de setembro de 1992) é um jogador de futebol holandês que atua como atacante. Atualmente está sem clube.